# Games Workshop
Games Workshop ist ein britischer Spieleverlag mit Sitz in Nottingham.
1975 wurde das Unternehmen von Ian Livingstone, Steve Jackson und John Peake in einem kleinen Appartement in London gegründet. Ursprünglich hat Games Workshop Brett- und Rollenspiele aus den USA importiert. Die Firma war der erste europäische Anbieter des ersten Pen-&-Paper-Rollenspiels Dungeons and Dragons. Die erste Ladenfiliale wurde 1978 eröffnet. Die Geschäftsidee war, nicht nur einen weiteren gewöhnlichen Spieleshop zu betreiben, sondern einen Ort zu schaffen, an dem sich Spieler treffen und austauschen können. Spielexperten als Verkäufer sollten zudem für die richtige Hobby-Atmosphäre sorgen.

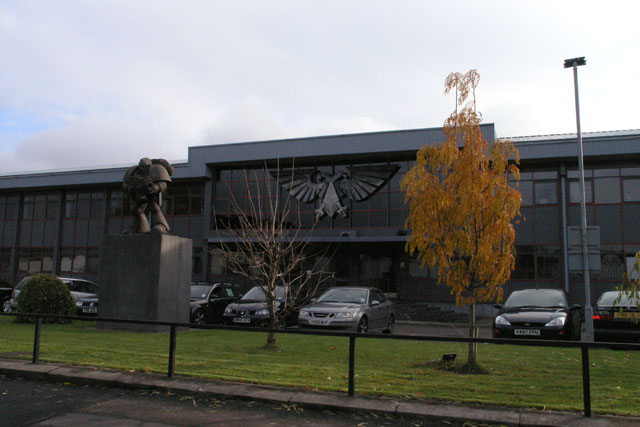
Games Workshop Hauptquartier in Nottingham

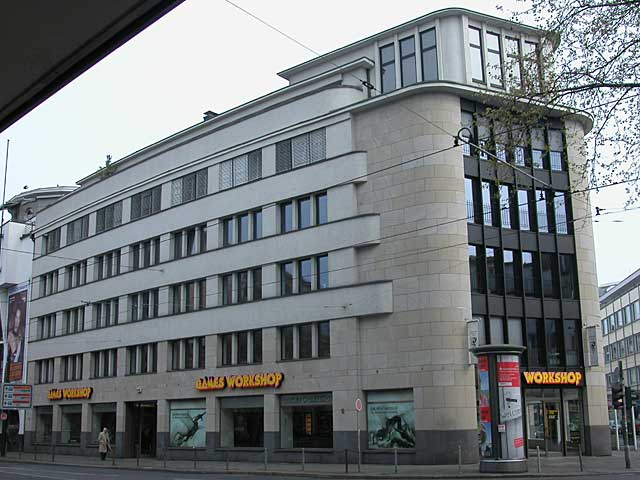
Ehemalige deutsche GW-Zentrale „Drakenburg“ in Düsseldorf

Schon nach kurzer Zeit reisten Fantasy-Freunde nicht nur aus Großbritannien, sondern aus ganz Europa an. Daher eröffnete Games Workshop weitere Filialen erst in Manchester, dann Birmingham, Nottingham und Sheffield (inzwischen in jeder großen Stadt Europas). Für einen weiteren Popularitätsanstieg der Fantasy-Spiele sorgte Games Workshop mit der Organisation des Games Day, der von 5000 Leuten besucht wurde. Die zunehmende Beliebtheit der Verwendung von Miniaturen für Rollenspiele sorgte für eine Spezialisierung Games Workshops' auf solche Figuren.
Gegenwärtiger Sitz der Firma ist Nottingham. Games Workshop ist an der Londoner Börse notiert und erwirtschaftete 2005 einen operativen Gewinn von 13,9 Millionen Pfund Sterling (etwa 20,2 Millionen Euro) bei einem Umsatz von 136,6 Millionen Pfund Sterling (etwa 198,4 Millionen Euro). 2007 wurden die Produkte von Games Workshop in über 320 eigenen Geschäften und 4000 freien Händlern verkauft. Insgesamt arbeiten 3200 Menschen für Games Workshop.

## Ableger/Tochterfirmen und Spezialabteilungen
GW hat Ableger/Tochterfirmen oder besondere Abteilungen bei Games Workshop, die sich um spezielle Facetten der Produktpalette von Games Workshop kümmern.

### Fanatic Games
Die Specialist-Games-Abteilung von Games Workshop gestaltet und entwickelt Spezialsysteme wie Inquisitor, Battlefleet Gothic, Epic, Necromunda, Mortheim, The Battle Of The Five Armies, Warmaster und Blood Bowl, welche in der Regel nicht so verbreitet sind wie die Hauptsysteme.

### Citadel Miniatures

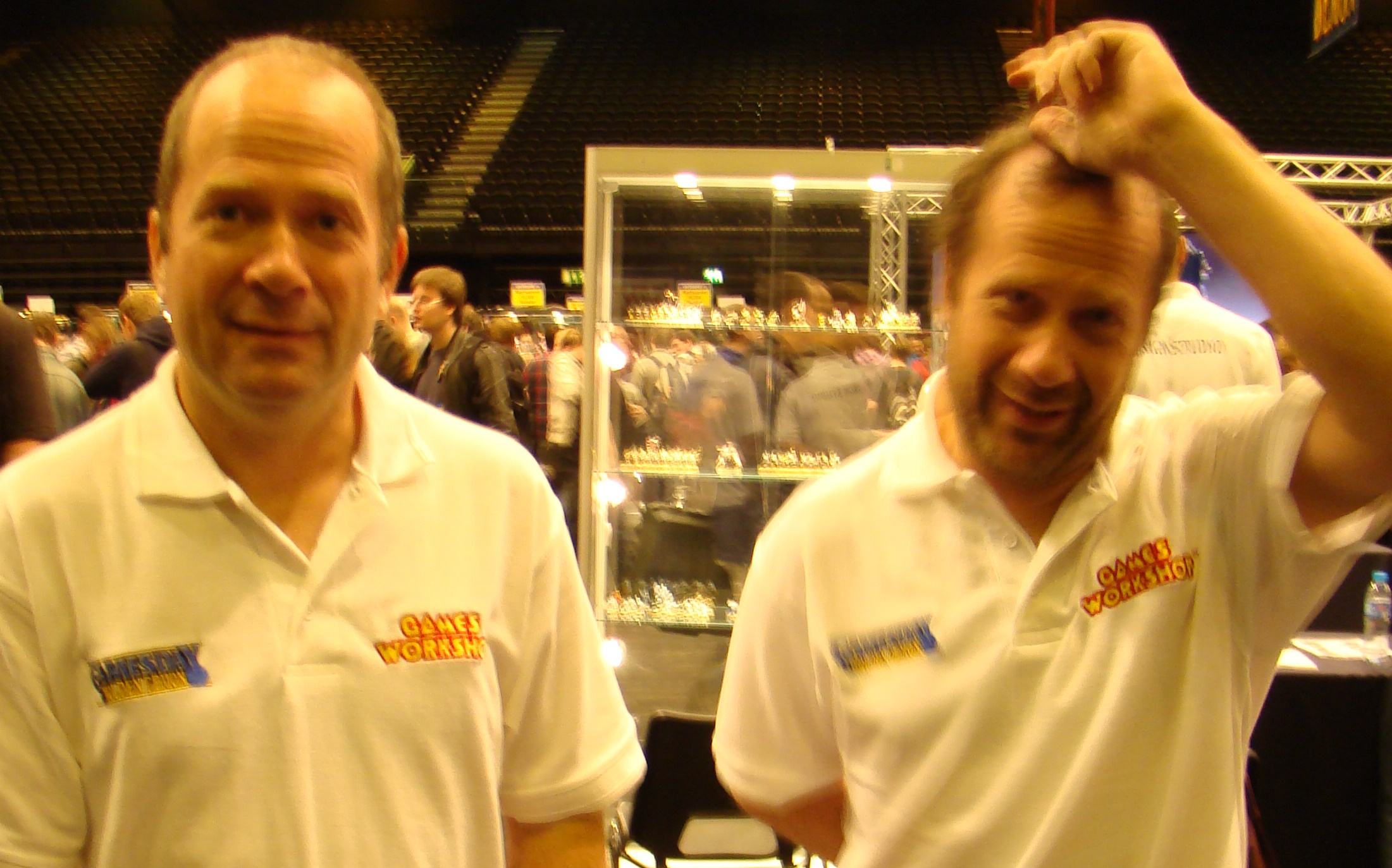
Langjährige Citadel- und Games-Workshop Designer Alan und Michael Perry, 2011

Einer weit verbreiteten Legende zufolge soll Citadel ursprünglich eine eigenständige Firma gewesen sein, die später von Games Workshop aufgekauft wurde. Tatsächlich wurde sie von Games Workshop zusammen mit Bryan Ansell gegründet, wie in der Ausgabe 11 des englischen White Dwarf aus dem Jahr 1979 in den News nachzulesen ist. Heute produziert sie die wesentlichen Teile des Tabletop Hobbys: die Figuren und Modelle, sowie diverse andere Materialien, zum Beispiel Modelliermasse, Werkzeuge oder Geländeteile / Streu. Zu fast jeder Citadel-Miniatures-Miniatur erscheinen Regeln und umgekehrt.

### Forge World
Anders als bei Citadel Miniatures wird bei diesem Label, auch Tochterfirma von Games Workshop, Zusatzmaterial zu den Modellen der bestehenden Systeme ebenso angefertigt wie detailreiche Miniaturen und Großmodelle aus Resin.

### Black Library
Des Weiteren gibt es noch diverses Material in Buchform. Black Library ist eine Gesellschaft der britischen Firma BL Publishing. Sie produziert alle Romane, Kunstbücher, Hintergrund-Bücher und vieles weitere mehr, rund um die Universen von Warhammer Age of Sigmar und Warhammer 40.000. BL Publishing ist ein Tochterunternehmen von Games Workshop.

### Black Industries
Als Tochterunternehmen von GW war Black Industries für die Herstellung und Entwicklung des Warhammer-Fantasy-Rollenspiels und des Warhammer-40.000-Rollenspiels Dark Heresy verantwortlich. Beide Spiele erscheinen in deutscher Übersetzung beim Verlag Feder & Schwert. Black Industries hat Ende 2008 seine Geschäftstätigkeit eingestellt.

## Produktpalette von Games Workshop

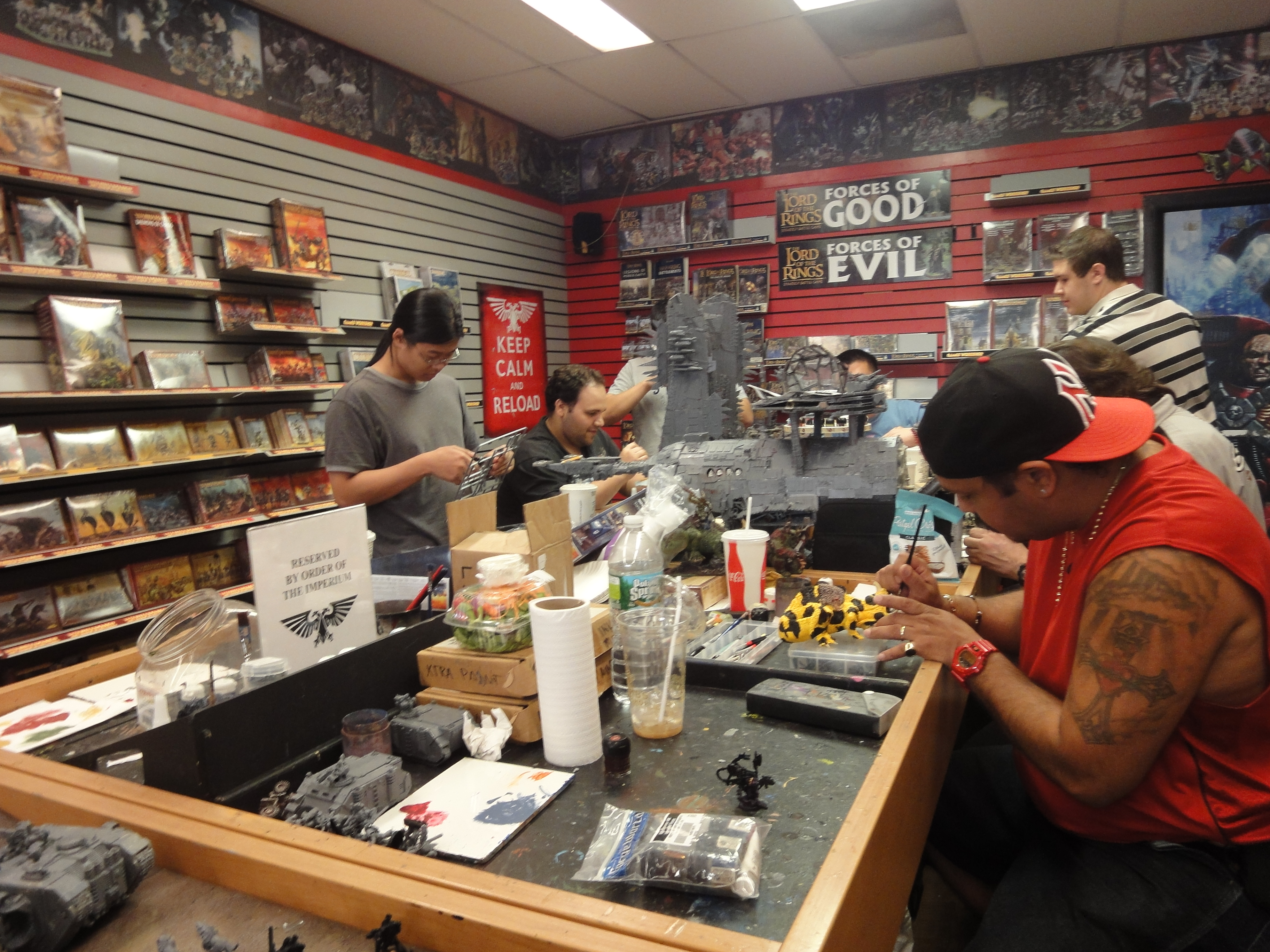
Im Inneren einer Games-Workshop-Filiale in New York.

Games Workshop vertreibt nicht mehr hauptsächlich Rollenspiele (nur das hauseigene „Warhammer RPG“ wird noch verkauft), sondern Tabletop-Spiele und das dafür nötige Zubehör. Games Workshop vertreibt die Spielsysteme Warhammer Fantasy, Warhammer Age of Sigmar, Warhammer 40.000, Der Herr der Ringe, Der Ringkrieg, sowie kleinere Systeme und alle dafür nötigen Zinn-, Resin- und Plastikfiguren. Zudem sind Geländeteile, Farben, Pinsel, Klebstoff, Modelliermasse („Green Stuff“) und alles Sonstige rund ums Hobby Tabletop von Games Workshop erhältlich.

### Hauptspielsysteme
Das 1979 von der damals noch kleinen Spielefirma Games Workshop erfundene Tabletop-Spiel Warhammer Fantasy Battles bildete den Grundstein des Erfolges von Games Workshop. 1987 erschien das in einer futuristischen Welt angesiedelte Tabletop-Spiel Rogue Trader, welches später nach seiner Handlung im 41. Jahrtausend in Warhammer 40.000 umbenannt wurde. Beide Spielsysteme werden bis heute weiterentwickelt und vermarktet. Regeländerungen und -ergänzungen werden über das firmeneigene Hobbymagazin White Dwarf, in Form von aktualisierten Regelbüchern („Armeebücher“ bzw. „Codices“) oder regelmäßig erscheinender neuer Editionen der beiden Spiele veröffentlicht. Mit dem Erscheinen der Herr-der-Ringe-Filme erwarb Games Workshop die Lizenz, Tabletopspiele dazu herauszugeben. Great Battles of Middle Earth: Battle of Five Armies ist das letzte Produkt und wurde auf dem Warhammer Fest 2018 in Düsseldorf vorgestellt.

### Nebenspielsysteme
Zahlreiche alternative Spiele wurden von Games Workshop auf den Markt gebracht, die jedoch immer nur wenige Jahre erhältlich waren. Viele der älteren Nebenspiele wurden oder werden noch überarbeitet und unter der Tochterfirma Fanatic Games neu publiziert.

#### Tabletop-Spiele
- Middle-Earth Tabletop-Strategiespiel
- Mortheim
- Gorkamorka: Die Welt der Orks – diese glauben an die Götter Gork und Mork und verehren diese in sogenannten Heizakulten
- Necromunda
- Space Marine 1. Edition – der Vorgänger von
- Space Marine 2. Edition und Erweiterungen: Armies Of The Imperium, Renegades, Warlords, Hive War – der Vorgänger von
- Epic 40,000: Spiele mit kleinen Ausgaben der 40k-Modelle
- Epic Armageddon
- Raumflotte Gothic vorgestellt im White Dwarf nr.

### Brettspiele
- Blood Bowl (sowie die Erweiterungen Star Players, Companion, Dungeon Bowl & Death Zone)
- Space Hulk (sowie die Erweiterungen Deathwing, Genestealer & Space Hulk Campaigns)
- HeroQuest
- Star Quest
- Blood Royale
- Dungeonquest (sowie eine Erweiterung)
- Judge Dredd
- Kings and Things (Lizenzausgabe)
- Quirks
- Railway Rivals
- Talisman (Neuauflage als „Revised 4th Edition“ bei Fantasy Flight Games angekündigt)
- The Warlock of Firetop Mountain

### Kartenspiele
- WarCry – Das Kartenspiel über das Warhammer-Fantasy-Universum

### Pen-&-Paper-Rollenspiele
Bevor Games Workshop mit den Tabletops ihren großen Erfolg verbuchen konnten, hielten sie die europäische Lizenz für Dungeons and Dragons inne. Unter der Leitung von Games Workshop wurde dieses System in Europa erst richtig bekannt.
- Warhammer-Fantasy-Rollenspiel
- Warhammer-40,000-Rollenspiele: Dark Heresy, Rogue Trader, Deathwatch

### Computerspiele
Warhammer 40.000 (WH40k):
- 1992: Space Crusade
- 1993: Space Hulk
- 1995: Space Hulk: Vengeance of the Blood Angels
- 1997: Final Liberation
- 1998: Chaos Gate
- 1999: Rites of War
- 2003: Fire Warrior
- 2004: Dawn of War und seine Erweiterungen Winter Assault, Dark Crusade und Soulstorm
- 2009: Dawn of War II und seine Erweiterungen Chaos Rising und Retribution
- 2011: Kill Team
- 2011: Space Marine
- 2016: Battlefleet Gothic: Armada
- 2017: Dawn of War 3
- 2018: Inquisitor – Martyr mit der Erweiterung Prophecy
- 2019: Battlefleet Gothic: Armada 2 mit der Erweiterung Prophecy
- 2024: Warhammer 40,000: Space Marine 2

Warhammer Fantasy (WHF):
- 1995: Blood Bowl
- 1995: Im Schatten der gehörnten Ratte
- 1998: Dark Omen
- 2006: Mark of Chaos und die Erweiterung Battle March
- 2008: Warhammer Online: Age of Reckoning
- 2009: Blood Bowl
- 2015: Blood Bowl 2
- 2016: Total War: Warhammer
- 2017: Total War: Warhammer II
- 2018: Warhammer: Vermintide 2
- 2022: Total War: Warhammer III

### Romane
| Genre                 | Name                                                                  | Name                                            | Jahr    | Jahr      | ISBN              | Autor                        |
| Genre                 | deutsch                                                               | englisch                                        | deutsch | englisch  | ISBN              | Autor                        |
| --------------------- | --------------------------------------------------------------------- | ----------------------------------------------- | ------- | --------- | ----------------- | ---------------------------- |
| Der große Bruderkrieg |                                                                       |                                                 |         |           |                   |                              |
| 40K                   | Der große Bruderkrieg 1: Horus: Aufstieg                              | Horus Rising                                    | 2009    | 2006      | 978-3-453-52535-1 | Dan Abnett                   |
| 40K                   | Der große Bruderkrieg 2: Falsche Götter                               | False Gods                                      | 2009    | 2006      | 978-3-453-52558-0 | Graham McNeill               |
| 40K                   | Der große Bruderkrieg 3: Brennende Galaxis                            | Galaxy in Flames                                | 2009    | 2006      | 978-3-453-52642-6 | Ben Counter                  |
| 40K                   | Der große Bruderkrieg 4: Kreuzer Eisenstein                           | The Flight of the Eisenstein                    | 2010    | 2007      | 978-3-453-52640-2 | James Swallow                |
| 40K                   | Der große Bruderkrieg 5: Fulgrim                                      | Fulgrim                                         | 2010    | 2007      | 978-3-453-52682-2 | Graham McNeill               |
| 40K                   | Der große Bruderkrieg 6: Gefallene Engel                              | Descent of Angels                               | 2010    | 2007      | 978-3-453-52683-9 | Mitchel Scanlon              |
| 40K                   | Der große Bruderkrieg 7: Legion                                       | Legion                                          | 2010    | 2008      | 978-3-453-52783-6 | Dan Abnett                   |
| 40K                   | Der große Bruderkrieg 8: Am Abgrund                                   | Battle for the Abyss                            | 2011    | 2008      | 978-3-453-52785-0 | Ben Counter                  |
| 40K                   | Der große Bruderkrieg 9: Mechanicum                                   | Mechanicum                                      | 2011    | 2008      | 978-3-453-53386-8 | Graham McNeill               |
| 40K                   | Der große Bruderkrieg 10: Engel der Tiefe                             | Fallen Angels                                   | 2011    | 2009      | 978-3-453-53398-1 | Mike Lee                     |
| 40K                   | Der große Bruderkrieg 11: Blut der Abtrünnigen                        | Tales of Heresy                                 | 2011    | 2009      | 978-3-453-52906-9 | Nick Kyme                    |
| 40K                   | Der große Bruderkrieg 12: Verlorene Söhne                             | A thousand Sons                                 | 2012    | 2010      | 978-3-453-52903-8 | Graham McNeill               |
| 40K                   | Der große Bruderkrieg 13: Nemesis                                     | Nemesis                                         | 2012    | 2010      | 978-3-453-52947-2 | James Swallow                |
| 40K                   | Der große Bruderkrieg 14: Ketzerfürst                                 | The First Heretic                               | 2012    | 2010      | 978-3-453-52948-9 | Aaron Dembski-Bowden         |
| 40K                   | Horus Heresy – Prospero brennt: Die Wölfe sind entfesselt             | Prospero Burns                                  | 2013    | 2010      | 978-1-78193-001-4 | Dan Abnett                   |
| 40K                   | Horus Heresy – Zeitalter der Dunkelheit                               | Age of Darkness                                 | 2013    | 2011      | 978-1-78193-004-5 | Christian Dunn               |
| 40K                   | Horus Heresy – Die verstoßenen Toten: Die Wahrheit liegt im Inneren   | The Outcast Dead                                | 2013    | 2011      | 978-1-78193-007-6 | Graham McNeill               |
| 40K                   | Horus Heresy – Falsche Erlösung: Geister von Terra                    | Deliverance Lost                                | 2013    | 2011      | 978-1-78193-021-2 | Gav Thorpe                   |
| 40K                   | Horus Heresy – Kenne keine Furcht: Die Schlacht von Calth             | Know No Fear                                    | 2013    | 2012      | 978-1-84970-135-8 | Dan Abnett                   |
| 40K                   | Horus Heresy – Die Primarchen                                         | The Primarchs                                   | 2013    | 2012      | 978-1-78193-030-4 | Christian Dunn               |
| 40K                   | Horus Heresy – Signus Daemonicus: Der Engel fällt                     | Fear to Tread                                   | 2013    | 2012      | 978-1-78193-033-5 | James Swallow                |
| 40K                   | Horus Heresy – Im Schatten des Verrats                                | Shadows of Treachery                            | 2014    | 2012      | 978-1-78193-039-7 | Christian Dunn               |
| 40K                   | Horus Heresy – Angelus Exterminatus                                   | Angel Exterminatus                              | 2014    | 2012      | 978-1-78193-051-9 | Graham McNeill               |
| 40K                   | Horus Heresy – Verräter                                               | Betrayer                                        | 2014    | 2012      | 978-1-78193-061-8 | Aaron Dembski-Bowden         |
| 40K                   | Horus Heresy – Kennung: Calth                                         | Mark of Calth                                   | 2014    | 2013      | 978-1-78193-085-4 | Laurie Goulding              |
| 40K                   | Horus Heresy – Vulkan lebt: Auf dem Amboss geprüft                    | Vulkan lives                                    | 2015    | 2014      | 978-1-78193-104-2 | Nick Kyme                    |
| 40K                   | Horus Heresy – Imperium Secundus: Ein Licht im Dunkel                 | The Unremembered Empire                         | 2015    | 2014      | 978-1-78193-110-3 | Dan Abnett                   |
| 40K                   | Horus Heresy – White Scars: Die entzweite Legion                      | Scars                                           | -       | 2014      | 978-1-78193-115-8 | Chris Wraight                |
| 40K                   | Horus Heresy – Söhne des Lupercal: Der Geist der Rachsucht Band 1     | Vengeful Spirit                                 | -       | 2015      | 978-1-78193-119-6 | Graham McNeill               |
| 40K                   | Horus Heresy – Die Schlacht um Molech: Der Geist der Rachsucht Band 2 | Vengeful Spirit                                 | -       | 2015      | 978-1-78193-121-9 | Graham McNeill               |
| 40K                   | Horus Heresy – Die Verdammnis von Pythos: Der Schleier schwindet      | The Damnation of Pythos                         | -       | 2015      | -                 | David Annandale              |
| 40K                   | Horus Heresy – Vermächtnisse des Verrats: Lasst die Galaxis brennen   | Legacies of Betrayal                            | -       | 2015      | -                 | Chris Wraight                |
| Gaunts Geister        |                                                                       |                                                 |         |           |                   |                              |
| 40K                   | Geisterkrieger                                                        | First & Only                                    | 2005    | 1999      | 978-3-453-52094-3 | Dan Abnett                   |
| 40K                   | Mächte des Chaos                                                      | Ghostmaker                                      | 2005    | 1999      | 978-3-453-52104-9 | Dan Abnett                   |
| 40K                   | Nekropolis                                                            | Necropolis                                      | 2005    | 2000      | 978-3-453-52145-2 | Dan Abnett                   |
| 40K                   | Ehrengarde                                                            | Honour Guard                                    | 2006    | 2001      | 978-3-453-52148-3 | Dan Abnett                   |
| 40K                   | Die Feuer von Tanith                                                  | The Guns of Tanith                              | 2006    | 2003      | 978-3-453-52151-3 | Dan Abnett                   |
| 40K                   | Tödliche Mission                                                      | Straight Silver                                 | 2006    | 2004      | 978-3-453-52185-8 | Dan Abnett                   |
| 40K                   | Das Attentat                                                          | Sabbat Martyr                                   | 2006    | 2004      | 978-3-453-52193-3 | Dan Abnett                   |
| 40K                   | Der Verräter                                                          | Traitor General                                 | 2006    | 2004      | 978-3-453-52198-8 | Dan Abnett                   |
| 40K                   | Das letzte Kommando                                                   | His Last Command                                | 2007    | 2005      | 978-3-453-52224-4 | Dan Abnett                   |
| 40K                   | Der Kreuzzug                                                          | The Armour of Contempt                          | 2008    | 2006      | 978-3-453-52424-8 | Dan Abnett                   |
| 40K                   | Die Jago-Mission                                                      | Only in Death                                   | 2009    | 2007      | 978-3-453-52513-9 | Dan Abnett                   |
| 40K                   | Blutiger Pakt                                                         | Blood Pact                                      | 2011    | 2009      | 978-3-453-53387-5 | Dan Abnett                   |
| 40K                   | Letzte Zuflucht                                                       | Salvation’s Reach                               | 2012    | 2011      | 978-3-453-52944-1 | Dan Abnett                   |
| Inquisitor Eisenhorn  |                                                                       |                                                 |         |           |                   |                              |
| 40K                   | Eisenhorn: Xenos                                                      | Xenos                                           | 2008    | 2001      | 978-3-453-52366-1 | Dan Abnett                   |
| 40K                   | Eisenhorn: Malleus                                                    | Malleus                                         | 2008    | 2001      | 978-3-453-52423-1 | Dan Abnett                   |
| 40K                   | Eisenhorn: Hereticus                                                  | Hereticus                                       | 2008    | 2002      | 978-3-453-52511-5 | Dan Abnett                   |
| Inquisitor Ravenor    |                                                                       |                                                 |         |           |                   |                              |
| 40K                   | Ravenor                                                               | Ravenor                                         | 2010    | 2004–2006 | 978-3-453-52639-6 | Dan Abnett                   |
| Inquisitor Draco      |                                                                       |                                                 |         |           |                   |                              |
| 40K                   | Inquisitor                                                            | Draco                                           | 1996    | 1990      | 978-3-453-10911-7 | Ian Watson                   |
| 40K                   | Space Marine                                                          | Space Marine                                    | 1996    | 1993      | 3-453-10912-0     | Ian Watson                   |
| 40K                   | Harlekin                                                              | Harlequin                                       | 1997    | 1994      | 3-453-11895-2     | Ian Watson                   |
| 40K                   | Kind des Chaos                                                        | Chaos Child                                     | 1998    | 1995      | 3-453-13338-2     | Ian Watson                   |
| Ragnar Schwarzmähne   |                                                                       |                                                 |         |           |                   |                              |
| 40K                   | Wolfskrieger                                                          | Space Wolf                                      | 2002    | 1999      | 3-453-21318-1     | William King                 |
| 40K                   | Ragnars Mission                                                       | Ragnar’s Claw                                   | 2003    | 2000      | 978-3-453-86356-9 | William King                 |
| 40K                   | Der Graue Jäger                                                       | Grey Hunter                                     | 2003    | 2002      | 3-453-87535-4     | William King                 |
| 40K                   | Wolfsschwert                                                          | Wolfblade                                       | 2004    | 2003      | 978-3-453-52011-0 | William King                 |
| Uriel Ventris         |                                                                       |                                                 |         |           |                   |                              |
| 40K                   | Nachtjäger                                                            | Nightbringer                                    | 2005    | 2002      | 978-3-453-52022-6 | Graham McNeill               |
| 40K                   | Die Krieger von Ultramar                                              | Warriors of Ultramar                            | 2007    | 2003      | 978-3-453-52231-2 | Graham McNeill               |
| 40K                   | Toter Himmel, schwarze Sonne                                          | Dead Sky, Black Sun                             | 2007    | 2004      | 978-3-453-52298-5 | Graham McNeill               |
| 40K                   | Feld der Toten                                                        | The Killing Ground                              | 2010    | 2008      | 978-3-453-52781-2 | Graham McNeill               |
| 40K                   | Kampfgefährten                                                        | Courage and Honour                              | 2011    | 2009      | 978-3-453-52907-6 | Graham McNeill               |
| 40K                   | Der endlose Krieg                                                     | The Chapter’s Due                               | 2012    | 2010      | 978-3-453-52988-5 | Graham McNeill               |
| Die Bastionskriege    |                                                                       |                                                 |         |           |                   |                              |
| 40K                   | Gedeih und Verderb                                                    | Emperor’s Mercy                                 | 2011    | 2009      | 978-3-453-52782-9 | Henry Zou                    |
| 40K                   | Eiserner Dorn                                                         | Flesh and Iron                                  | 2012    | 2010      | 978-3-453-52904-5 | Henry Zou                    |
| 40K                   |                                                                       | Blood Gorgons                                   |         | (2010)    |                   | Henry Zou                    |
| Souldrinker           |                                                                       |                                                 |         |           |                   |                              |
| 40K                   | Seelentrinker                                                         | Soul Drinker                                    | 2007    | 2002      | 978-3-453-52237-4 | Ben Counter                  |
| 40K                   | Der blutende Kelch                                                    | The Bleeding Chalice                            | 2007    | 2003      | 978-3-453-52292-3 | Ben Counter                  |
| 40K                   | Der Blutgott                                                          | Crimson Tears                                   | 2007    | 2005      | 978-3-453-52359-3 | Ben Counter                  |
| 40K                   | Der Ordenskrieg                                                       | Chapter War                                     | 2008    | 2007      | 978-3-453-52428-6 | Ben Counter                  |
| 40K                   | -                                                                     | Hellforged                                      | -       | 2009      | -                 | Ben Counter                  |
| 40K                   | -                                                                     | Phalanx                                         | -       | 2012      | -                 | Ben Counter                  |
| Blood Ravens          |                                                                       |                                                 |         |           |                   |                              |
| 40K                   | Kriegstrommeln                                                        | Warhammer 40.000: Dawn of War                   | 2008    | 2005      | 978-3-453-52372-2 | C. S. Goto                   |
| 40K                   | Kriegsbeute                                                           | Dawn of War : Ascension                         | 2008    | 2005      | 978-3-453-52432-3 | C. S. Goto                   |
| 40K                   | Kriegsstürme                                                          | Dawn of War : Tempest                           | 2008    | 2006      | 978-3-453-52512-2 | C. S. Goto                   |
| 40K                   | Kriegsruf                                                             | Dawn of War II                                  | 2010    | 2009      | 978-3-453-52690-7 | Chris Roberson               |
| Deathwatch            |                                                                       |                                                 |         |           |                   |                              |
| 40K                   | -                                                                     | Warrior Brood                                   | -       | 2005      | 978-1-84416-234-5 | C. S. Goto                   |
| 40K                   | -                                                                     | Warrior Coven                                   | -       | 2005      | 978-1-84416-365-6 | C. S. Goto                   |
| Grey Knights          |                                                                       |                                                 |         |           |                   |                              |
| 40K                   | Graue Ritter                                                          | Grey Knights                                    | 2009    | 2004      | 978-3-453-52514-6 | Ben Counter                  |
| 40K                   | Schwarze Adepten                                                      | Dark Adeptus                                    | 2009    | 2006      | 978-3-453-52544-3 | Ben Counter                  |
| 40K                   | Dämonenhammer                                                         | Hammer of Daemons                               | 2010    | 2008      | 978-3-453-52641-9 | Ben Counter                  |
| Space Marine Battles  |                                                                       |                                                 |         |           |                   |                              |
| 40K                   | Schlacht um Helsreach                                                 | Helsreach (Space Marines Battles)               | (2011)  | 2010      | 978-3-453-53388-2 | Aaron Dembski-Bowden         |
| 40K                   | Rynns Welt                                                            | Rynn’s World – Space Marine Battles             | 2011    | 2010      | 978-3-453-52786-7 | Steve Parker                 |
| 40K                   | Feinde von Kadillus                                                   | The purging of Kadillus                         | 2012    | 2011      | 3-453-52946-4     | Gav Thorpe                   |
| Salamanders           |                                                                       |                                                 |         |           |                   |                              |
| 40K                   | Feuerechse                                                            | Salamander (Tome of Fire)                       | (2011)  | 2009      | 978-3-453-52814-7 | Nick Kyme                    |
| 40K                   | Feuersalamander                                                       | Firedrake                                       | 2013    | 2010      | 978-1-78193-002-1 | Nick Kyme                    |
| 40K                   | Nocturne                                                              | Nocturne                                        | (2013)  | 2011      | 978-1-78193-019-9 | Nick Kyme                    |
| Blood Angels          |                                                                       |                                                 |         |           |                   |                              |
| 40K                   | Rote Wut – Ein Roman der Blood Angels                                 | Red Fury                                        | 2013    | 2011      | 1-78193-005-8     | James Swallow                |
| Diverse               |                                                                       |                                                 |         |           |                   |                              |
| 40K                   | Der doppelte Adler                                                    | Double Eagle                                    | 2007    | 2004      | 978-3-453-52286-2 | Dan Abnett                   |
| 40K                   | Schlangenschwur                                                       | Brother of the Snake                            | 2009    | 2004      | 978-3-453-52644-0 | Dan Abnett                   |
| 40K                   | Titanensturm                                                          | Titanicus                                       | 2010    | 2008      | 978-3-453-52696-9 | Dan Abnett                   |
| 40K                   | Runenpriester                                                         | Farseer                                         | 2004    | 2002      | 978-3-453-87949-2 | William King                 |
| 40K                   | Genräuber                                                             | Deathwing                                       | 1997    | 1990      | 978-3-453-12639-8 | Neil R. Jones, David Pringle |
| 40K                   | -                                                                     | Heroes of the Space Marines                     | -       | 2009      | -                 | Lindsey Priestly             |
| Fantasy               |                                                                       |                                                 |         |           |                   |                              |
| Fantasy               | Der Graue Prophet                                                     | Skavenslayer                                    | 2001    | 1999      | 978-3-492-29131-6 | William King                 |
| Fantasy               | Schicksalsgefährten                                                   | Trollslayer                                     | 2001    | 1999      | 978-3-492-29132-3 | William King                 |
| Fantasy               | Die Chaoswüste                                                        | Daemonslayer                                    | 2002    | 1999      | 978-3-492-29133-0 | William King                 |
| Fantasy               | Der Hort des Drachen                                                  | Dragonslayer                                    | 2002    | 2000      | 978-3-492-29134-7 | William King                 |
| Fantasy               | Dämonenkrieger                                                        | Beastslayer                                     | 2003    | 2001      | 978-3-492-29135-4 | William King                 |
| Fantasy               | Vampirkrieger                                                         | Vampireslayer                                   | 2003    | 2001      | 978-3-492-29136-1 | William King                 |
| Fantasy               | Gigantenkrieger                                                       | Giantslayer                                     | 2004    | 2003      | 978-3-492-29137-8 | William King                 |
| Fantasy               | Die Zwergenfestung                                                    | Orcslayer                                       | 2008    | 2006      | 978-3-492-29165-1 | Nathan Long                  |
| Fantasy               | Angriff der Chaoshorden                                               | Manslayer                                       | 2009    | 2007      | 978-3-492-29190-3 | Nathan Long                  |
| Fantasy               | Elfenslayer                                                           | Elfslayer                                       | 2009    | 2008      | 978-3-492-29195-8 | Nathan Long                  |
| Fantasy               | Schamanenslayer                                                       | Shamanslayer                                    | (2011)  | 2009      | 978-3-492-29200-9 | Nathan Long                  |
| Fantasy               | Zombieslayer                                                          | Zombieslayer                                    | (2012)  | (2010)    | 978-3-492-26846-2 | Nathan Long                  |
| Fantasy               | -                                                                     | Ulrika the Vampire: Bloodborn                   | -       | (2010)    | -                 | Nathan Long                  |
| Fantasy               | Der Fluch des Dämon                                                   | The Daemon’s Curse                              | 2006    | 2005      | 978-3-492-29147-7 | Dan Abnett + Mike Lee        |
| Fantasy               | Der düstere Elf                                                       | Bloodstorm                                      | 2007    | 2005      | 978-3-492-29148-4 | Dan Abnett + Mike Lee        |
| Fantasy               | Räuber der Seelen                                                     | Reaper of Souls                                 | 2007    | 2006      | 978-3-492-29156-9 | Dan Abnett + Mike Lee        |
| Fantasy               | Schwertsturm                                                          | Warpsword                                       | 2008    | 2007      | 978-3-492-29172-9 | Dan Abnett + Mike Lee        |
| Fantasy               | Herr des Untergangs                                                   | Lord of Ruin                                    | 2009    | 2007      | 978-3-492-29180-4 | Dan Abnett + Mike Lee        |
| Fantasy               | Konrad                                                                | Konrad                                          | 1997    | 1990      | 3-453-11922-3     | David Ferring                |
| Fantasy               | Schattenbrut                                                          | Shadowbreed                                     | 1997    | 1990      | 3-453-12668-8     | David Ferring                |
| Fantasy               | Kriegsklinge                                                          | Warblade                                        | 1997    | 1993      | 3-453-13308-0     | David Ferring                |
| Fantasy               | Zaragoz                                                               | Zaragoz                                         | 1999    | 1989      | 3-453-15665-X     | Brian Craig                  |
| Fantasy               | Seuchendämon                                                          | Plague Daemon                                   | 1999    | 1990      | 3-453-16179-3     | Brian Craig                  |
| Fantasy               | Sturmkrieger                                                          | Storm Warriors                                  | 2000    | 1991      | 3-453-17106-3     | Brian Craig                  |
| Fantasy               | Botschafter der Schlacht                                              | The Ambassador                                  | 2005    | 2003      | 978-3-492-29140-8 | Graham McNeill               |
| Fantasy               | Die Fänge des Bären                                                   | Ursun’s Teeth                                   | 2006    | 2004      | 978-3-492-29145-3 | Graham McNeill               |
| Fantasy               | Die Sigmar-Chroniken 1: Heldenhammer                                  | Time of Legends 1: Heldenhammer                 | 2009    | 2008      | 978-3-492-29196-5 | Graham McNeill               |
| Fantasy               | Die Sigmar-Chroniken 2: Das erste Imperium                            | Time of Legends 2: Empire                       | 2010    | 2009      | 978-3-492-26728-1 | Graham McNeill               |
| Fantasy               | Angriff der Orcs                                                      | Blood Money                                     | 2006    | 2003      | 978-3-492-29149-1 | C. L. Werner                 |
| Fantasy               | Labyrinth der Goblins                                                 | Blood and Steel                                 | 2007    | 2003      | 978-3-492-29157-6 | C. L. Werner                 |
| Fantasy               | Drachenjagd                                                           | Blood of the Dragon                             | 2008    | 2004      | 978-3-492-29166-8 | C. L. Werner                 |
| Fantasy               | Prophet des Unheils                                                   | Grey Seer                                       | 2010    | 2009      | 978-3-492-26727-4 | C.L.Werner                   |
| Fantasy               | -                                                                     | Temple of the Serpent (Thanquol and Boneripper) | -       | (2010)    | -                 | C.L.Werner                   |
| Fantasy               | Drachenfels                                                           | Drachenfels                                     | 1996    | 1989      | 3-453-10950-3     | Jack Yeovil                  |
| Fantasy               | Die untote Genevieve                                                  | Genevieve Undead                                | 1998    | 1993      | 978-3-453-13981-7 | Jack Yeovil                  |
| Fantasy               | Bestien in Samt und Seide                                             | Beasts in Velvet                                | 1999    | 1991      | 978-3-453-14881-9 | Jack Yeovil                  |
| Fantasy               | Blutige Erbschaften                                                   | Inheritance                                     | 2008    | 2006      | 978-3-492-29174-3 | Steven Savile                |
| Fantasy               | Blutige Verdammnis                                                    | Dominion                                        | 2009    | 2006      | 978-3-492-29179-8 | Steven Savile                |
| Fantasy               | Blutige Vergeltung                                                    | Retribution                                     | 2009    | 2007      | 978-3-492-29187-3 | Steven Savile                |
| Fantasy               | Das Gelächter dunkler Götter                                          | Ignorant Armies                                 | 1998    | 1989      | 978-3-453-14014-1 | diverse                      |

### Sonstiges
Viele der kleineren Nebenspiele haben den deutschen Markt nie erreicht und sind auch sonst nur noch sehr schwer zu bekommen. Gerade im Bereich der Videospiele kam es auch schon mehrmals vor, dass ein Spiel zwar angekündigt wurde, aber dann nie veröffentlicht wurde (Vaporware). Dies betrifft zum Beispiel:
- Agents of Death
- Hive Fleet
- Aspect Warriors

Außerdem steuerte Games Workshop Figuren und Ideen zu folgenden Spielen bei:
- HeroQuest, erschienen bei MB Spiele
- StarQuest, erschienen bei MB Spiele
- Die Claymore-Saga (Original Battle Masters), erschienen bei MB Spiele

Neben Spielen, Büchern und Hobbyprodukten werden von Games Workshop auch verschiedenste Fanartikel (Poster, Büsten, Anstecker…) produziert, deren Wert zum Teil durch Limitierung gesteigert wird.

## Auszeichnungen
Produkte von Games Workshop wurden schon häufiger mit Origin Awards ausgezeichnet:
- 2020 wurde die "Citadel Contrast Paint" als "Best Game Accessory" ausgezeichnet[6]
- 2020 wurde "Warcry" als "Best Miniatures Game" ausgezeichnet[6]
- 2018 wurde die "8. Edition von Warhammer 40.000" als "Best Miniatures Game" ausgezeichnet.[7]
- 2017 wurde Warhammer 40.000 Kill Team als "Best Miniature Game" und "Fan Favourite" ausgezeichnet[8]
- 2004 wurde die Erweiterung El Cid für Warhammer Ancient Battles des Tochterunternehmens Warhammer Historical als "Best Historical Miniatures Rules" ausgezeichnet[9]
- 2003 wurde die Erweiterung The Lord of the Rings: The Two Towers für das Middle-Earth Tabletop-Strategiespiel als "Best Sci-Fi / Fantasy Miniatures Rules" ausgezeichnet.[10]
- 2000 wurde die Erweiterung "Armies of Antiquity" des Tochterunternehmens Warhammer Historical als "Best Historical Miniatures Rules" ausgezeichnet[11]
- 1998 wurde die Miniatur "Sisters of Battle Squad" als "Best Sci-Fi / Fantasy Miniature" ausgezeichnet[12]
- 1997 wurde die Miniaturenlinie "Warhammer 40.000: Chaos" als "Best Sci-Fi / Fantasy Miniature Series" ausgezeichnet[13]
- 1997 wurde die 5. Edition von "Warhammer Fantasy Battles" als "Best Sci-Fi / Fantasy Miniatures Rules" ausgezeichnet[13]
- 1995 wurde "Blood Bowl, 3rd Edition" als "Best Miniatures Rules" ausgezeichnet[14]
- 1994 wurde die "2. Edition von Warhammer 40.000" als "Best Miniatures Rules" ausgezeichnet[15]
- 1991 wurde das Spiel "Genestealers" als "Best Sci-Fi / Fantasy Board Game" ausgezeichnet[16]
- 1991 wurde die Miniatur "Space Ork Battle Wagon" als "Best Vehicular Miniature Series" ausgezeichnet[16]
- 1990 wurde das Spiel "Space Hulk" als "Best Fantasy / Sci-Fi Board Game" ausgezeichnet[17]
- 1990 wurde die Miniatur "Mighty Fortress" als "Best Accesory Miniatures Series" ausgezeichnet[17]